# ابشکی (مشهد)
ابشکی روستایی در دهستان کنویست بخش مرکزی شهرستان مشهد استان خراسان رضوی ایران است. بر پایه سرشماری عمومی نفوس و مسکن در سال ۱۳۹۰ جمعیت این روستا ۱۳۷ نفر (در ۴۱ خانوار) بوده‌است.